# Abu Kabir
Abu Kabir (arab. أبو كبير, Abū Kabīr) – miasto w północnym Egipcie, w muhafazie Prowincja Wschodnia, we wschodniej części Delty Nilu, na północny wschód od miasta Az-Zakazik. W 2006 roku liczyło ok. 103 tys. mieszkańców. Abu Kabir jest ważnym ośrodkiem handlowo-usługowym w regionie nawadnianych upraw bawełny, kukurydzy, ryżu, pszenicy. Stanowi istotny węzeł komunikacyjny.